# Остаточный риск
Остаточный риск — это риск наступления события, оставшийся после осуществления мероприятий по контролю над рисками.
Общая формула для расчёта остаточного риска:
Остаточный риск = Первичный риск — Влияние мероприятий по контролю над рисками
Например, использование автомобильных ремней безопасности снижает общую тяжесть и вероятность получения травмы в случае автомобильной аварии. Однако, при этом сохраняется некоторая вероятность получения травмы — то есть, сохраняется остаточный риск.
В модели прав собственности остаточные риски несёт акционер, который получает за это остаточную прибыль.